# Església parroquial de Sant Jaume de Coratxà
L'Església Parroquial de Sant Jaume Apòstol de Coratxà és un edifici religiós catòlic situat sobre un promontori a uns 200 metres del nucli urbà, situat a la comarca del Baix Maestrat. Està catalogada com Bé immoble de rellevància local, amb la categoria de Monument d'interès local, i codi: 12.03.093-004; de manera genèrica i segons la Disposició Addicional Cinquena de la Llei 5/2007, de 9 de febrer, de la Generalitat, de modificació de la Llei 4/1998, d'11 de juny, del Patrimoni Cultural Valencià (DOCV Núm. 5.449 / 13/02/2007). Pertany a la diòcesi de Tortosa, l'arxiprestat de Montisà-Tinença.

## Descripció
Es tracta d'un temple d'estil Reconquesta, la construcció del qual està datada entre el 1240 i el 1260. Presenta planta rectangular, de nau única amb quatre crugies (dos cossos i presbiteri), separades per arcs diafragma.
La coberta exterior és a dues aigües i rematada en teula, mentre que en el seu interior el sostre és de fusta. La porta principal es troba en un dels laterals, presentant una portada (protegida per un porxo) dovellada, en forma d'arc de mig punt, amb cordó motllura com a decoració.
A més, l'edifici principal té adossats dos cossos, d'un costat la sagristia (situada en el costat sud, junt el porxo de la portada), i d'un altre la torre campanar (situada en la capçalera de la planta). La torre campanar compta amb dues campanes situades en sengles obertures d'arc de mig punt. També se situa al costat de l'església el cementiri.